# ライティングズ・オン・ザ・ウォール
「ライティングズ・オン・ザ・ウォール」（"Writing's on the Wall"）は、イギリスのアーティストのサム・スミスによる楽曲であり、2015年の映画『007 スペクター』の主題歌である。2015年9月25日にデジタルダウンロード配信が開始された。作曲はスミスとジミー・ネイプスが行い、ネイプスとスティーブ・フィッツモーリス、ディスクロージャーがプロデューサーを務めた。シングルはボンド映画の主題歌としては史上初めて全英シングルチャート1位を獲得した。映画の公式サウンドトラックアルバムにはインストゥルメンタル版のみが収録された。第73回ゴールデングローブ賞主題歌賞及び第88回アカデミー賞歌曲賞を受賞した。

## トラックリスト
| #  | タイトル                  | 作詞 | 作曲・編曲 | 時間 |
| -- | ------------------------- | ---- | ---------- | ---- |
| 1. | 「Writing's on the Wall」 |      |            | 4:38 |

| #  | タイトル                                | 作詞 | 作曲・編曲 | 時間 |
| -- | --------------------------------------- | ---- | ---------- | ---- |
| 1. | 「Writing's on the Wall」               |      |            | 4:38 |
| 2. | 「Writing's on the Wall」(Instrumental) |      |            | 4:38 |